# Samuel Kettell
Samuel Kettell (* 5. August 1800 in Newburyport; † 3. Dezember 1855 in Malden, Massachusetts) war ein US-amerikanischer Autor und Publizist, dessen Herausgeberschaften, insbesondere zur US-amerikanischen Literatur der Unabhängigkeit und frühen Republik, bis ins 20. Jahrhundert aufgelegt wurden.

## Leben
Kettell war an Linguistik interessiert und brachte sich autodidaktisch eine Reihe verschiedener Sprachen bei. Er assistierte Samuel Griswold Goodrich bei der Vorbereitung der Peter-Parley-Bücher und übersetzte eines davon während einer Maltareise ins Neugriechische. Unter Pseudonymen wie „Peeping Tom“ und „Timothy Titterwell“ schrieb er humoristische Beiträge für den Boston Courier und war von 1848 bis zu seinem Tod Chefredakteur dieser Zeitung. Er veröffentlichte mehrere Bücher, darunter sein Hauptwerk Specimens of American poetry with critical and biographical notices, das 1829 im Bostoner Verlag S. G. Goodrich and Co erschien. Es umfasst drei Bände, enthält eine geschichtliche Einführung und stellt einer Reihe amerikanischer, zum Teil auch wenig bekannter, Autoren vor. Daneben engagierte sich Kettell von 1851 bis 1853 auch politisch als Mitglied der Legislative von Massachusetts, wo er dem Komitee für Bildung angehörte. Er wohnte in Malden und starb dort 1855 im Alter von 55 Jahren.

## Werke
- Yankee notions A medley (1838),
- Personal narrative of the first voyage of Columbus to America (1827),
- Specimens of American poetry with critical and biographical notices in drei Bänden (1829), „an ardently patriotic collection of 189 writers, from Cotton Mather to Whittier“[3]
- Daw’s doings, or, The history of the late war in the plantations (1842),
- Boston Courier,
- Quozziana, or, Letters from Great Goslington, Mass. giving an account of the Quoz Dinner, and other matters (1842) und
- The two moschetoes, a dramatic sketch (1838).